# رامبوکلا
رامبوکلا (به لاتین: Rambukella) یک منطقهٔ مسکونی در سری‌لانکا است که در استان مرکزی (سری‌لانکا) واقع شده‌است.